# Adonisea oculata
Adonisea oculata là một loài bướm đêm trong họ Noctuidae.